# Новоукраинка (Луганская область)
Новоукра́инка (укр. Новоукраїнка) — посёлок, относится к Ровеньковскому городскому совету Луганской области Украины. Под контролем самопровозглашённой Луганской Народной Республики.

## География
В окрестностях посёлка исток реки под названием Малая Каменка (бассейн Северского Донца). Соседние населённые пункты: село Лозы, город Ровеньки и посёлки Михайловка на юге, Кошары и сёла Ильинка, Леськино на юго-западе, посёлок Пролетарский, сёла Чапаевка, Красный Колос, Рафайловка на западе; посёлок Ясеновский и сёла Картушино на северо-западе, Ребриково на севере (все три ниже по течению Малой Каменки); сёла Мечетка и Вербовка на северо-востоке, Коробкино и посёлки Великокаменка, Кленовый на востоке.

## История
В 1945 г. Указом ПВС УССР колония Нейгофнунг переименована в поселок Новоукраинка.

## Население
Население по переписи 2001 года составляло 357 человек. Население на 2011 год — 330 человек.

## Общие сведения
Почтовый индекс — 94779. Телефонный код — 6433. Занимает площадь 0,67 км². Код КОАТУУ — 4412347101.

## Местный совет
94784, Луганская обл., Ровеньковский городской совет, пгт. Пролетарский, ул. Ворошилова, 104